# Clinanthus croceus
Clinanthus croceus là một loài thực vật có hoa trong họ Amaryllidaceae. Loài này được (Savigny) Meerow mô tả khoa học đầu tiên năm 2000.